# Alain Payet
Alain Payet (París, 17 de enero de 1947 - Ibídem., 13 de diciembre de 2007) fue un realizador francés de películas pornográficas. Es el creador del hard-crad una modalidad de porno considerada como precursora del género gonzo. En el principio de su carrera uso con frecuencia el pseudónimo de John Loves. Rodó también películas de serie B.

## Biografía
Debutó en el cine en los años 70 como ayudante de realización de Philippe Labro y Claude Vida. Posteriormente se encargó de supervisar comedias porno producidas por Lucien Hustaix como Les Tripoteuses o Les Jouisseuses. Familiarizado con la técnica se atrevió con sus primeras películas, rodadadas, todas ellas, bajo el nombre de John Loves. Prostitution clandestine (1975), French érection (1976) o  Bangkok porno (1977) fueron algunos de sus primeros títulos.
Junto al porno, el director rodó también alguna película de bajo presupuesto sin contenido sexual explícito. Tal fue el caso de Tren especial para Hitler (rodada en España) con Sandra Mozarowsky y Frank Braña o L'Émir préfère les blondes con Paul Préboist.
En 1985, y tras sumar más películas porno a su filmografía dirigió La doctoresse a de gros seins, uno de los grandes éxitos del porno francés de los años 80. Esta cinta supondría el nacimiento del hard-crad, un género porno que el propio director definiría como «una aproximación brutal y sin maquillajes del sexo en la que se muestra todo lo que es posible mostrar». Actrices con sobrepeso (como Groseille, que alcanzaba los 130 kilos), actores enanos (como Désiré Bastareaud) o con físicos inhabituales en el porno se repiten en sus producciones de la época.
Progresivamente, sobre todo desde su fichaje por Marc Dorcel el director fue evolucionando desde un porno extremo a un porno más elegante y cuidado cercano al estilo Porno chic. Section disciplinaire, estrenada después de su muerte, es hasta el momento su último trabajo conocido.
Entre las muchas actrices dirigidas por Alain Payet se puede citar a : Élodie Chérie, Karen Lancaume, Laure Sainclair, Katsuni, o  Tabatha Cash.

## Premios
Hot d'Or
- 1999 : Mejor realizador europeo
- 2000 : Mejor remake de la película "Les Tontons tringleurs"

Venus Awards
- 2003 : Mejor realizador

FICEB
- 2001 :  Ninfa a la mejor dirección por "La fete a Gigi" - International Film Grup
- 2002 :  Ninfa del público al mejor director

## Filmografía selectiva
- 2008: Section disciplinaire
- 2007: Yasmine à la prison de femmes
- 2005: Oksana - Flic en uniforme
- 2003: Call Girls de luxe
- 2002: Les Campeuses de Saint-Tropez
- 2001: L'Affaire Katsumi
- 2001: La Fête à Gigi
- 2000: Les tontons tringleurs
- 1999: Hotdorix
- 1999: La Dresseuse
- 1998: La Marionnette
- 1997: Les nuits de la présidente
- 1997: Prison
- 1996: Séances très spécial
- 1995: Bourgeoise le jour et pute la nuit II
- 1994: Les Visiteuses
- 1991: Gode-Party
- 1988: Garces en uniformes
- 1987: Anthologie du plaisir, L'
- 1985: La Doctoresse a de gros seins
- 1983: Plein les petits culs
- 1980: Clinique pour soins très spéciaux
- 1977: Bangkok porno
- 1976: French érection
- 1975: Prostitution clandestine